# Disgorge
Disgorge – amerykańska grupa muzyczna wykonująca brutal death metal. Zespół powstał w 1992 roku w San Diego w Kalifornii w USA.

## Muzycy

### Obecny skład zespołu
- Levi Fuselier - growling
- Diego Sanchez - gitara elektryczna
- Ed Talorda - gitara elektryczna
- Ricky Myers - perkusja

### Byli członkowie zespołu
- Matti Way - growling
- Ben Marlin (zmarły) - gitara basowa
- A.J. Magana - growling
- Bryan Ugartechea - gitara basowa, growling
- Eric Flesley - gitara basowa
- Tony Freithoffer - gitara elektryczna
- David Hill - gitara elektryczna

## Dyskografia

### Albumy studyjne
- Cranial Impalement (1999)
- She Lay Gutted (1999)
- Consume The Forsaken (2002)
- Parallels Of Infinite Torture (2005)

### Dema
- Cognitive Lust Of Mutilation (1992)
- 95 Demo (1995)